# Želče
Želče so naselje v Občini Vojnik.

## Prebivalstvo
Etnična sestava 1991:
- Slovenci: 36 (100 %)